# Oleni
Oleni  este un oraș în Grecia în prefectura Elida.